# Миколенко Микола Олексійович
Микола Олексійович Миколенко (нар. 19 травня 1967, Київська область, СРСР) — український військовик, генерал-лейтенант, заступник командувача Національної гвардії України (з 26 червня 2019). Лицар ордена Богдана Хмельницького III ступеня.

## Життєпис
Микола Миколенко народився на Київщині. У 1990 році закінчив Сімферопольське вище військово-політичне будівельне училище. У 2002 році закінчив Київський інститут внутрішніх справ і того ж року очолив столичну бригаду міліції, командував якою до 2010 року. У 2008 році закінчив Академію управління МВС України.
У 2010 році був призначений на посаду начальника управління Північного ТрК ВВ МВС України, що навесні 2014 року стало структурним підрозділом Національної гвардії.
У 2011 році Миколенку було присвоєно звання генерал-майора.
26 червня 2019 року призначений на посаду заступника командувача Національної гвардії (зі служби).
Звільнений з посади заступника командувача Національної гвардії України Указом Президента України №784/2023.

## Нагороди
- Орден Богдана Хмельницького III ступеня (20 березня 2008) — за вагомий особистий внесок у зміцнення законності та правопорядку, зразкове виконання військового і службового обов'язку щодо захисту конституційних прав і свобод громадян та з нагоди Дня внутрішніх військ МВС України[6]
- Медаль «За військову службу Україні» (25 березня 2005) — за вагомий особистий внесок у зміцнення законності І а правопорядку, зразкове виконання військового і службового обов'язку та з нагоди Дня внутрішніх військ Міністерства внутрішніх справ України[7]